# Aretas IV
Aretas IV Filopátris (Ḥāritat em nabateu) foi rei nabateu (cerca de 9 a.C. a 40 d.C.).

## Biografia
Como vice-rei da Arábia, Aretas IV encarou sérias invasões romanas durante o reinado de Augusto e quase foi executado. Ele assumiu a posição de vice-rei do rei Obodas cerca de 24 AD.
Sua filha, Fasélia, foi casada com Herodes Antipas, o qual, disposto a casar-se com Herodias, esposa de Herodes Filipe, seu irmão (Marcos 6:17), resolveu divorciar-se da filha de Aretas.